# Балабан (Турска)
Балабан (тур. Balaban) је насељено место у округу Демиркој у вилајету Киркларели, Турска. Према попису из 2020. било је 386 становника.
Балабан настањују Бошњаци, чији су се преци доселили 1925. године из Санџака. До Другог балканског рата у Балабану је живело бугарско становништво. Село се раније звало Велика.